# Alabandite
L'alabandite (simbolo IMA: Abd) è un minerale piuttosto raro della classe dei minerali di "solfuri e solfosali" con composizione chimica α-MnS o MnS in breve e quindi chimicamente è un solfuro di manganese(II).

## Etimologia e storia
L'alabandite prende il nome dalla sua presunta prima località, Alabanda, in Turchia. Infatti, a differenza del minerale almandino, che prende il nome da questo luogo, il minerale non è mai stato rilevato in Turchia.
Il minerale fu descritto per la prima volta nel 1784 da Franz-Joseph Müller von Reichenstein in un deposito in Transilvania, che lo chiamò "black blende" e, dopo i suoi tentativi di identificarlo, pensò che fosse arenaria. Oggi, il villaggio di Sacarîmb, in Romania, nel distretto di Hunedoara è considerato la località tipo. L'attuale nome alabandite fu coniato nel 1832 da François Sulpice Beudant.
Poiché l'alabandite era già conosciuta e riconosciuta come specie minerale separata molto prima della fondazione dell'Associazione Mineralogica Internazionale (IMA), questa è stata adottata dalla sua Commissione sui Nuovi Minerali, Nomenclatura e Classificazione (CNMNC) e si riferisce all'alabandite come un cosiddetto minerale "grandfathered" (G).
Non è ancora noto un luogo di stoccaggio per il campione tipo del minerale.

## Classificazione
Già nell'obsoleta 8ª edizione della sistematica minerale secondo Strunz, l'alabandite apparteneva alla classe dei minerali dei "solfuri e solfosali" e quindi alla sottoclasse dei "solfuri con M:S = 1:1", dove insieme ad altaite, clausthalite, galena, niningerite e oldhamite con le quali formava la "serie della galena" con il sistema nº II/B.11.
Nella Sistematica dei lapis (Lapis-Systematik) secondo Stefan Weiß, che è stata rivista e aggiornata l'ultima volta nel 2018, che si basa ancora su questa vecchia edizione di Strunz per considerazione verso i collezionisti privati e le collezioni istituzionali, al minerale è stato assegnato il sistema e al minerale nº II/C.15-30. In questa Sistematica ciò corrisponde alla classe "solfuri con il rapporto del metallo:S,Se,Te ≈ 1:1", dove l'alabandite insieme ad altaite, clausthalite, crerarite, galena, keilite, niningerite e oldhamite forma il gruppo senza nome II/C.15.
La 9ª edizione della sistematica dei minerali di Strunz, che è stata aggiornata l'ultima volta dall'IMA nel 2009, classifica l'alabandite nella categoria dei "solfuri metallici, M:S = 1:1 (e simili)". Tuttavia, questa è ulteriormente suddivisa in base ai metalli predominanti nel composto, in modo che il minerale si trovi nella suddivisione "con stagno (Sn), piombo (Pb), mercurio (Hg) ecc.", secondo la sua composizione, dove è elencato insieme ad altaite, clausthalite, galena, keilite, niningerite, oldhamite e con i quali forma il sistema nº 2.CD.10.
Anche la classificazione dei minerali secondo Dana, che viene utilizzata principalmente nel mondo anglosassone, classifica l'alabandite nella classe dei "solfuri e solfosali" e lì nellasottoclasse dei "minerali solfuri". Anche qui si trova insieme ad altaite, borovskite, clausthalite, crerarite, galena, keilite, niningerite e oldhamite nel "gruppo della galena (isometrico: Fm3m)" con il sistema nº 02.08.01 nell'ambito della suddivisione "Solfuri – compresi seleniuri e telluridi – con composizione AmBnXp, con (m+n):p = 1:1".

## Abito cristallino
L'alabandite cristallizza nel sistema cubico con il gruppo spaziale Fm3m (gruppo nº 225) con il parametro del reticolo a = 5,22 Å e 4 unità di formula per cella unitaria.

## Origine e giacitura
L'alabandite si forma idrotermalmente nei depositi venosi ed è spesso trovata in paragenesi con galena, pirite, sfalerite, rodocrosite e calcite.
Essendo una formazione minerale relativamente rara, l'alabandite può essere abbondante in vari siti, ma nel complesso non è molto comune: sono stati documentati circa 320 siti per l'alabandite in tutto il mondo a partire dal 2023. Oltre alla sua località tipo, Sacarîmb, dove sono stati trovati i cristalli più grandi fino ad oggi con un diametro fino a due centimetri, il minerale si trova anche in Romania a Brad nella contea di Hunedoara e a Roșia Montană nella contea di Alba.
In Germania, l'alabandite è stato trovato nella fossa di Segen Gottes vicino a Gersdorf nel comune di Striegistal (circa 20 km a nord-ovest di Freiberg) e nei resti dei cumuli di scorie della vecchia area mineraria vicino a Bad Gottleuba-Berggießhübel. Un'altra località era il cumulo di scarti vicino a Ronneburg in Turingia, ma oggi non esiste più.
In Svizzera, l'alabandite è stata trovata solo nella galleria d'acqua della centrale elettrica di Amsteg nel comune di Silenen (Canton Uri).
Altre località sono sparse in tutto il mondo.

## Forma in cui si presenta in natura
L'alabandite di solito sviluppa cristalli cubici o ottaedrici, ma si presenta anche sotto forma di aggregati granulari o massicci. Il minerale è generalmente opaco e mostra una lucentezza semimetallica sulla superficie dei cristalli nero-ferrosi. Con il tempo, però, diventano marroni e opache. In schegge sottili, l'alabandite può essere di colore verde intenso o marrone e rosso traslucido. Le superfici lucide appaiono anche grigio-bianche alla luce incidente. Il colore dello striscio del minerale va dal verde al brunastro.